# Kengia
Kengia (sinòniims: Cleistogenes, Moliniopsis) és un gènere de plantes de la subfamília de les cloridòidies, família de les poàcies, ordre de les poals, subclasse de les commelínides, classe de les liliòpsides, divisió dels magnoliofitins.

## Algunes espècies
- Kengia serotina
- Kengia songorica